# اشتمیک خارسما
اشتمیک خارسما (به لاتین: STMIK Kharisma) یک دانشگاه در اندونزی است که در Karawang واقع شده‌است.